# Żylino (rejon totiemski)
Żylino (ros. Жилино) – wieś w Rosji, w rejonie totiemskim obwodu wołogodzkiego. W 2010 r. liczyła 13 mieszkańców.